# Club Havana
Club Havana è un film del 1945, diretto da Edgar G. Ulmer.

## Trama
Nell'atmosfera notturna del night club Havana Club, costantemente pervasa dai suoni di un'orchestrina latino-americana, varie coppie si incontrano e si incrociano. Il dottor Bill Porter, occupato in ospedale, attiva in ritardo all'appuntamento con la sua apprensiva ragazza; Isabelita, la cantante del locale, rimprovera al fidanzato, il pianista Jimmy Medford, il suo inspiegabile nervosismo; la ricca signora Cavendish, giunta al locale con i suoi tre figli adolescenti, stringe rapporti d'affari e d'amore col faccendiere Rogers; una coppia di una certa età si riappacifica dopo una separazione; Rosalind, reduce dal divorzio col marito, raggiunge il suo fidanzato Johnny Norton.
Jimmy ha motivo di essere nervoso: Joe Reed, accusato di omicidio, è appena stato rilasciato per insufficienza di prove, ma il pianista era presente all'assassinio, e teme che Reed, anch'egli presente nel locale, voglia liberarsi di lui come di un testimone pericoloso. Johnny Norton confessa di avere un'altra donna a Rosalind che, non vista, sottrae le pillole di sonnifero della signora Cavendish e ne assume una dose potenzialmente letale.
Jimmy trova il coraggio di telefonare alla polizia, ma la conversazione è udita da Myrtle, addetta alla reception del locale, che avverte Joe Reed. Quando la polizia giunge discretamente nel locale per fermare di nuovo il presunto assassino, quest'ultimo ha già assoldato un killer che si apposta all'uscita del club in attesa di Jimmy.
Più avanti nella nottata Rosalind dà segni di profondo malessere, ma, su intervento del dottor Porter viene posta fuori pericolo. Il locale sta chiudendo, Myrtle sulla sua auto nota il sicario pronto all'azione e fa in tempo ad avvertire Jimmy con un grido, viene freddata dal killer mentre la sua auto, a sua volta, lo travolge uccidendolo. Johnny Norton, colpito dal tentato suicidio di Rosalind, decide di ritornare con lei.

## Produzione
Fred Jackson, l'autore del soggetto del film, avrebbe dovuto curarne anche la regia, che fu invece affidata al'ultimo momento a Ulmer, nel febbraio 1945. Il film fu girato in soli quattro giorni, senza far uso di una sceneggiatura. Come riferisce Bogdanovich, il produttore Leon Fromkess avrebbe detto ad Ulmer: "OK, se dici che sei capace di farlo, bene, gìralo senza sceneggiatura, inventa!".

## Distribuzione
Club Havana uscì negli Stati Uniti il 30 novembre 1945, distribuito dalla Producers Releasing Corporation.

## Accoglienza
Lo storico dei media Hal Erickson ha paragonato Club Havana, fatte le debite proporzioni per quanto riguarda i rispettivi budget coinvolti, a Grand Hotel, film vincitore di un Oscar nel 1932. Il critico cinematografico Leonard Maltin, d'altra parte, si è espresso negativamente nei confronti del film, descrivendolo come "una produzione a buon mercato che suscita scarsissimo interesse".